# Терра Нова (експедиція)
Британська антарктична експедиція 1910—1913 рр. (англ. British Antarctic Expedition 1910—1913) на барку «Терра Нова», очолювана капітаном Робертом Фолконом Скоттом, мала політичну мету: «досягнення Південного полюса, щоб честь цього грандіозного звершення нового століття належала Британській імперії»:397.

## Загальні відомості

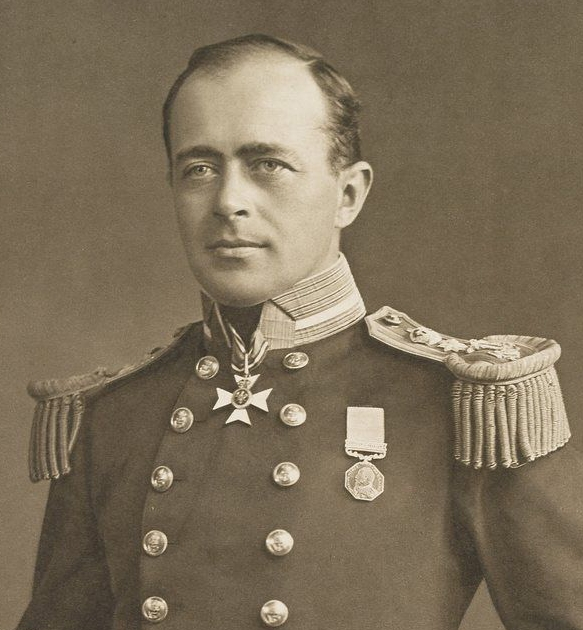
Роберт Скотт — керівник експедиції

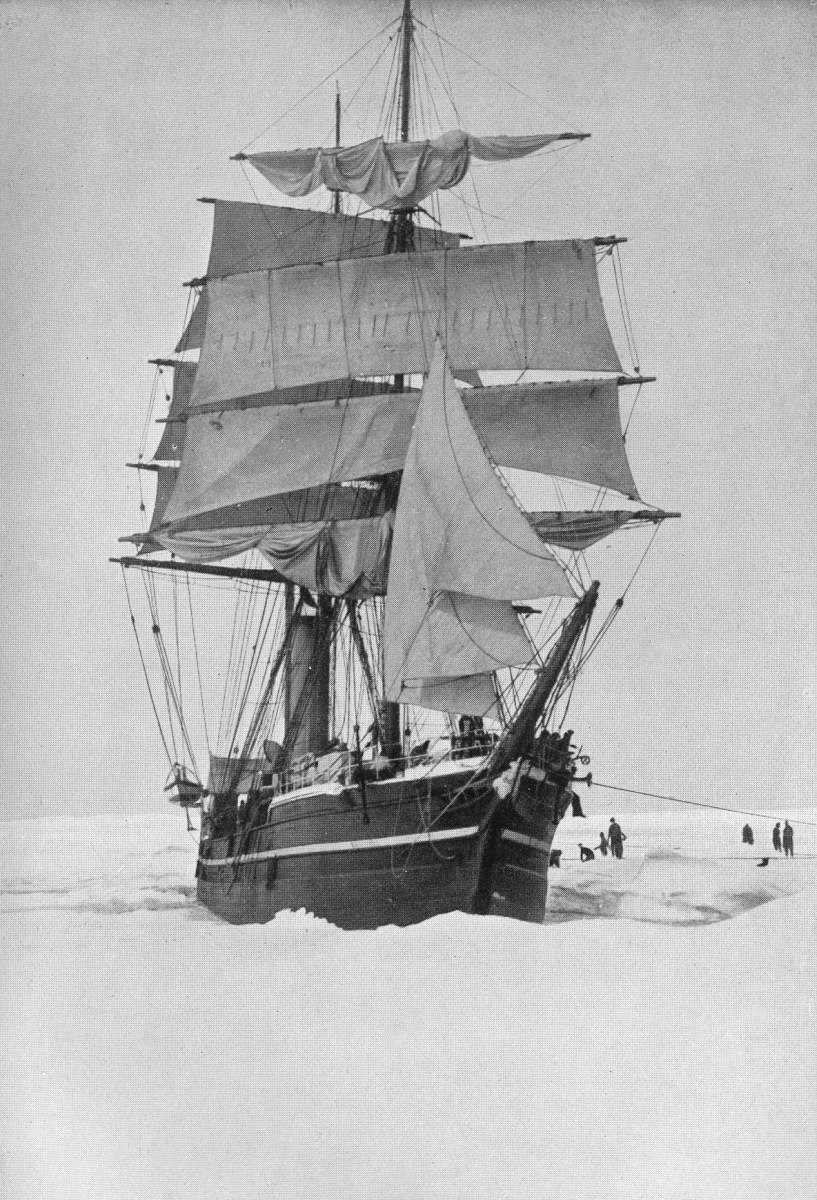
Експедиційне судно — барк
«Терра Нова»

З самого початку експедиція виявилася втягнутою в полярну гонку з полярною антарктичною командою Руаля Амундсена. Скотт із чотирма супутниками досягли Південного полюса 17 січня 1912 року, через 35 днів після Руаля Амундсена, і загинули по дорозі назад, провівши на антарктичному льодовику 144 дні. Виявлені через 8 місяців після загибелі експедиції щоденники зробили Скотта «архетиповим британським героєм» (за висловом Р. Хантфорда), його слава затьмарила славу Амундсена-першовідкривача Південного полюса:526.
Тільки в кінці XX століття досвід експедиції Скотта привернув увагу дослідників, які висловили чимало критичних зауважень щодо особистих якостей лідера і спорядження експедиції. Дискусії з цього приводу тривають донині.

## Підготовка та спорядження
Експедиція «Терра Нова» спочатку розглядалася як приватна ініціатива з обмеженою державною підтримкою. Скотт заклав бюджет у 40 000 фунтів стерлінгів, що значно перевищувало бюджети аналогічних норвезьких експедицій, але було більш ніж удвічі меншим за бюджет експедиції 1901—1904 років. Командир судна — лейтенант Едвард Еванс — писав:

Ми ніколи не зібрали б кошти, необхідні для експедиції, якби підкреслювали лише науковий бік справи; багато хто з тих, хто зробив до нашого фонду найбільші внески, зовсім не цікавилися наукою: їх захоплювала сама ідея походу до полюса.

Національна підписка, попри заклик лондонської «Таймс», дала трохи більше половини необхідних коштів. Гроші надходили малими сумами від 5 до 30 фунтів стерлінгів. Закликав профінансувати Скотта і сер [Артур Конан Дойль]], заявивши:

…Залишився лише один полюс, який має стати нашим полюсом. І якщо Південного полюса взагалі можна досягти, то… капітан Скотт саме той, хто здатний на це.

Тим не менш, капітал зростав дуже повільно: Королівське географічне товариство (КГО) пожертвувало 500 фунтів стерлінгів, Королівське товариство - 250 фунтів. Справа зрушила з мертвої точки у січні 1910 року, коли уряд вирішив надати Скотту 20 000 фунтів. Правління КГО неофіційно розіслало листа своїм членам (яких налічувалося 3250) з проханням перерахувати посильний внесок «для завершення роботи з проникнення в антарктичні регіони». Реальний кошторис витрат експедиції на лютий 1910 року становив 50 000 фунтів стерлінгів, з яких Скотт мав 32 000. Найбільшою статтею витрат було експедиційне судно, оренда якого у звіробійної компанії коштувала 12 500 фунтів стерлінгів. Збір пожертвувань тривав у міру досягнення Південної Африки (уряд щойно утвореного Південно-Африканського Союзу надав 500 фунтів, лекції самого Скотта принесли 180 фунтів), Австралії та Новій Зеландії. Попри всі зусилля, експедиція почалася з негативним фінансовим балансом, і Скотт був змушений уже в період зимівлі просити учасників експедиції відмовитись від платні на другий рік експедиції. Сам Скотт передав фонду експедиції як власну платню, так і будь-які види винагород, які йому належать.
У відсутність Скотта влітку 1911 року кампанію зі збору коштів у Великій Британії очолив його давній покровитель сер Клемент Маркхем, колишній очільник Королівського географічного товариства. До жовтня 1911 року скарбник експедиції, сер Едвард Спеєр, не міг оплачувати рахунки, фінансовий дефіцит досяг 15 тис. фунтів стерлінгів. 20 листопада 1911 року опублікували звернення про залучення у фонд Скотта 15 000 фунтів, його написав А. Конан Дойль. До грудня було зібрано не більше 5000 фунтів, а міністр фінансів Ллойд Джордж категорично відмовив у додатковій субсидії.

### «Полярні перегони»

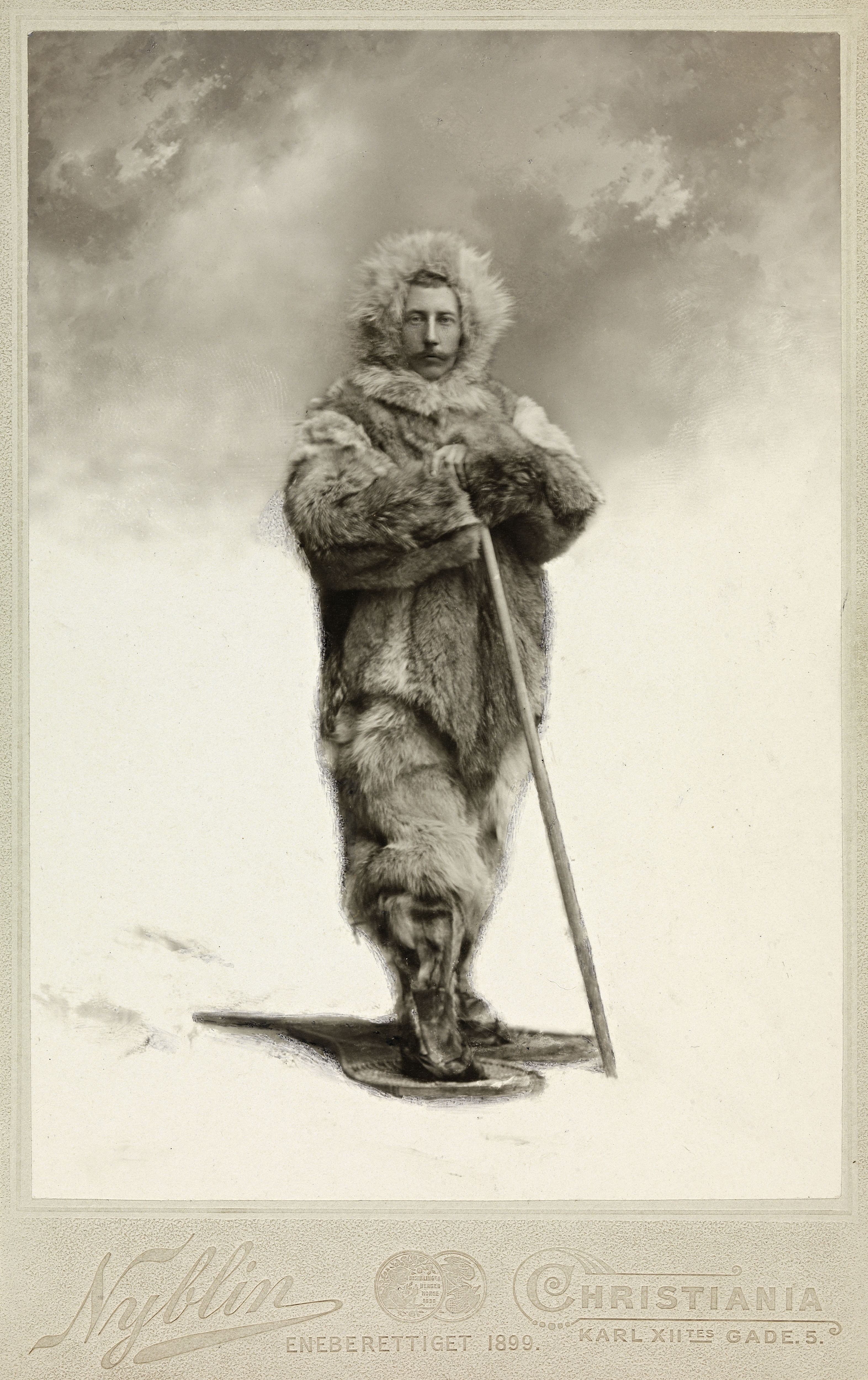
Руаль Амундсен – головний конкурент Скотта

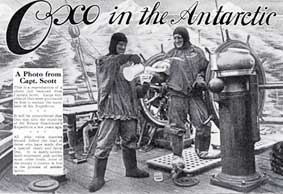
Реклама фірми харчових напівфабрикатів Oxo - спонсора експедиції

Плани експедиції Скотта з коментарями знаних полярників були опубліковані в газеті Дейлі мейл 13 вересня 1909 року. Термін «полярні перегони» ввів Роберт Пірі в інтерв'ю, опублікованому у тому ж номері. Пірі заявив:

Можете мені повірити на слово: перегони до Південного полюса, які почнуться між американцями та британцями протягом найближчих семи місяців, будуть напруженими та перехоплюючими дихання. Таких перегонів світ ще ніколи не бачив.

До цього часу із знакових географічних об'єктів на Землі нескореним залишався тільки Південний полюс: 1 вересня 1909 року Фредерік Кук офіційно оголосив про досягнення Північного полюса 21 квітня попереднього 1908 року. 7 вересня того ж року про досягнення Північного полюса оголосив і Роберт Пірі, за його заявою, це сталося 6 квітня 1909 року. У пресі наполегливо мусувалися чутки, що наступною метою Пірі буде Південний полюс. 3 лютого 1910 року Національне географічне товариство офіційно оголосило, що американська експедиція відправиться в Море Ведделла у грудні. Аналогічні експедиції готували: у Франції — Жан-Батист Шарко, в Японії — Сірасе Нобу, у Німеччині — Вільгельм Фільхнер. Фільхнер, за чутками, планував перехід через весь континент: від моря Ведделла до полюса, а звідти по маршруту Шеклтона - до Сухої долини. Готувалися експедиції в Бельгії й Австралії (Дуглас Моусон спільно з Ернестом Шеклтоном). Для Скотта, як він вважав, серйозними конкурентами могли бути тільки Пірі і Шеклтон, проте Шеклтон 1910 року надав реалізацію планів одному Моусону, а Пірі відійшов від полярних досліджень. Руаль Амундсен 1908 року оголосив про трансарктичний дрейф від мису Барроу до Шпіцберген. Під час Великоднього візиту 1910 року до Норвегії Скотт розраховував, що його експедиція в Антарктиді й арктична команда Амундсена будуть діяти за єдиним науково-дослідним планом. Амундсен не відповів на листи та телеграми Скотта, а також на його телефонні дзвінки.

### Команда
Експедиція була поділена на два загони: науковий – для зимівлі в Антарктиці – та судновий. Підбором персоналу наукового загону керували Скотт та Вілсон, підбір суднового екіпажу було покладено на лейтенанта Еванса. Усього було відібрано 65 осіб із понад восьми тисяч кандидатів. З них шестеро брали участь в експедиції Скотта на "Діскавері" і семеро - в експедиції Шеклтона. Боцман Альфред Читем служив і в експедиції "Діскавері", і у Шеклтона.
Науковий загін складався з дванадцять вчених і спеціалістів. Наукової команди такого типу ніколи ще не було у полярних експедиціях. Ролі розподілялися так:
- Едвард Вілсон – лікар, зоолог і художник.
- Епслі Черрі-Гаррард - помічник Вілсона, наймолодший член команди. Включено до складу експедиції за пожертвування у 1000 фунтів, після того, як його кандидатуру відкинули на конкурсі.
- Т. Гріффіт-Тейлор (Австралія) - геолог. За контрактом термін перебування в експедиції обмежився одним роком.
- Френк Дебенгем (Австралія) – геолог.
- Реймонд Прістлі - геолог.
- Джордж Сімпсон – метеоролог.
- Едвард Нельсон – біолог.
- Чарльз Райт (Канада) – фізик.
- Сесіл Мірз - спеціаліст з їздових собак[19]. У березні 1912 року залишив Антарктику.
- Герберт Понтінг - фотограф і кінооператор. У березні 1912 року залишив Антарктику.

Команда Скотта
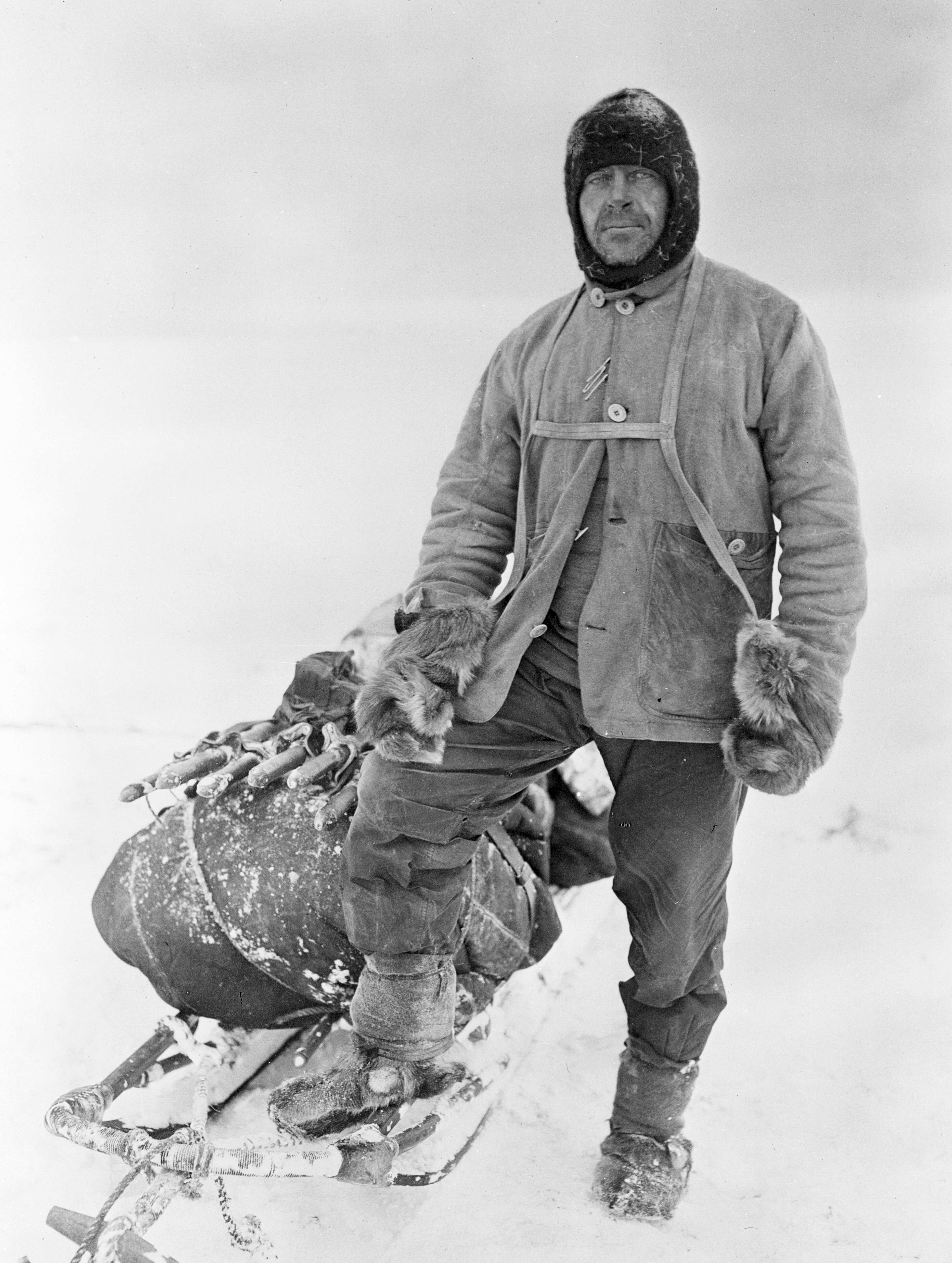
Роберт Скотт у полярному спорядженні
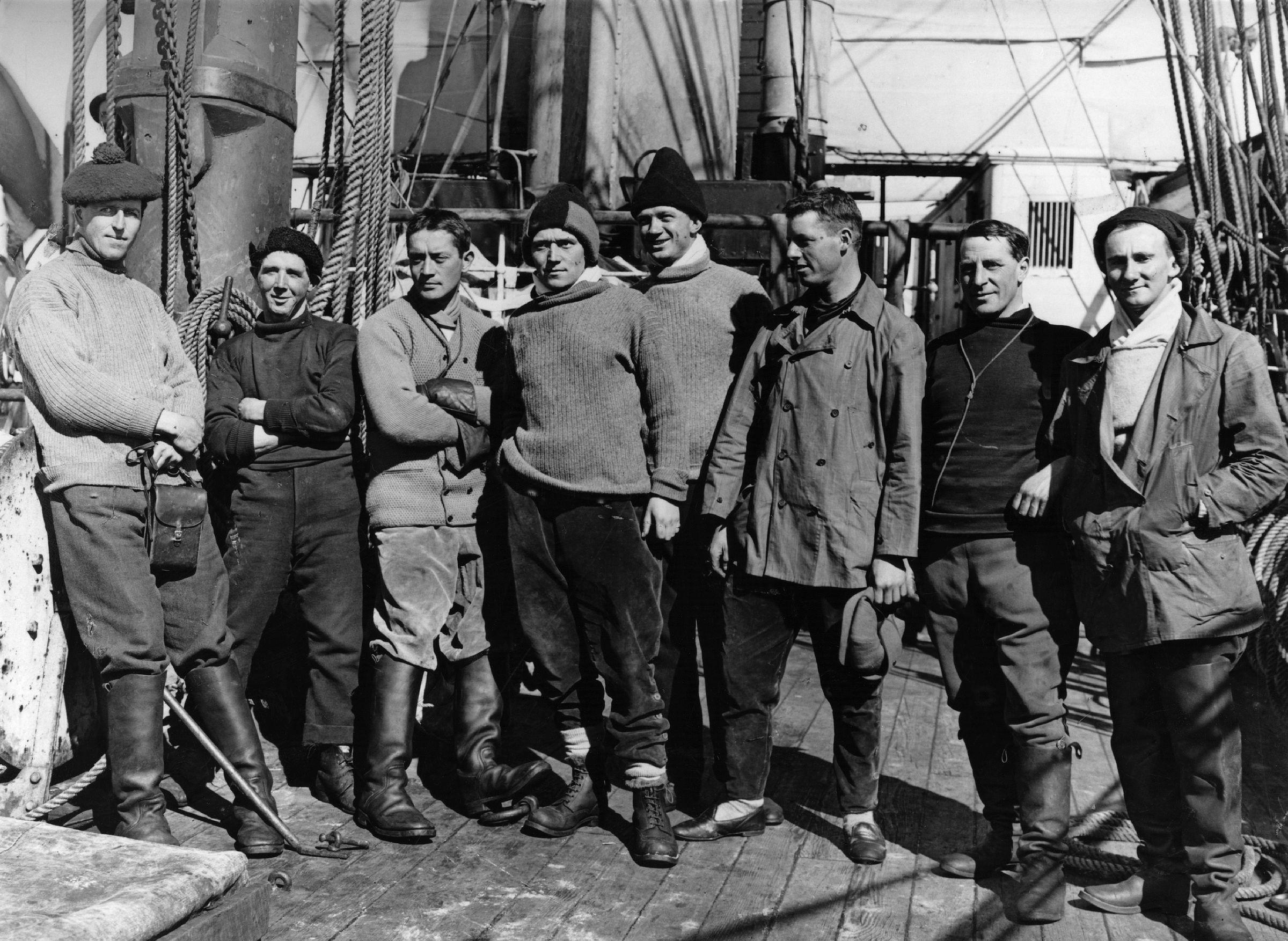
Офіцери на борту "Терра Нови"
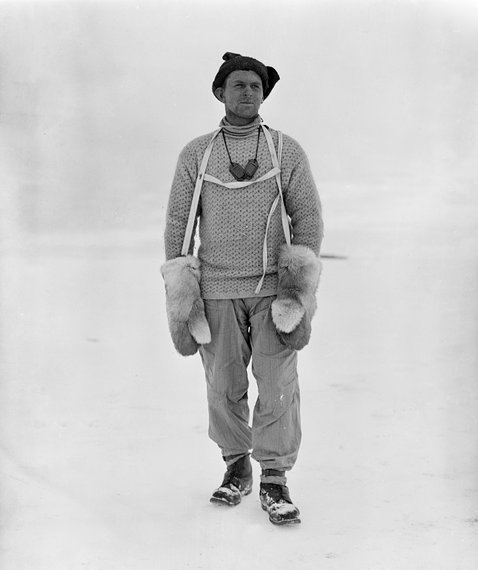
Норвежець Трюгве Гран
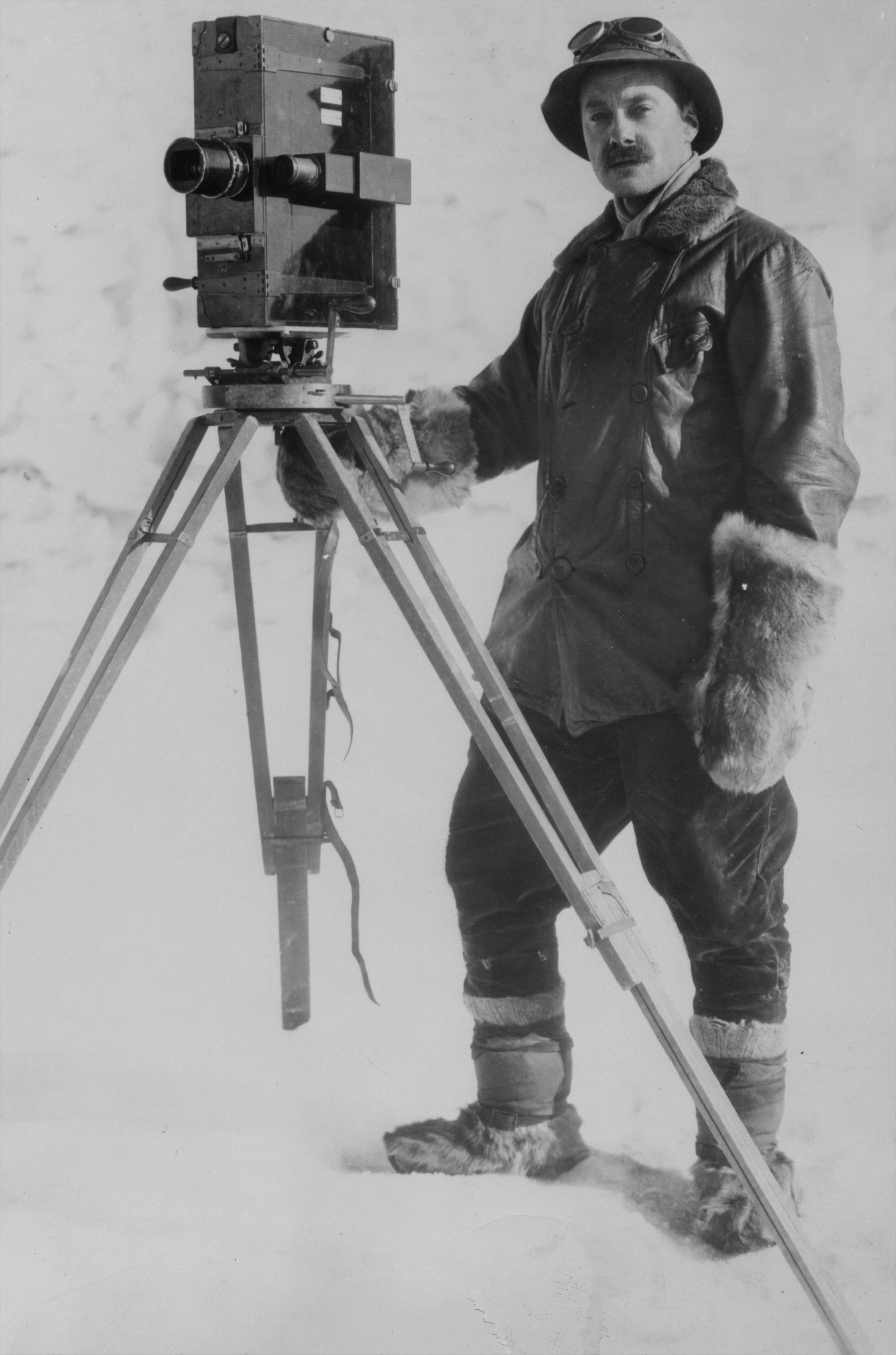
Герберт Понтінг з кінокамерою

У складі команди було багато представників Королівського військово-морського флоту (ВМФ) та Королівської Індійської служби. В основному вони завербувалися в експедицію з кар'єрних міркувань, оскільки вона дозволяла якнайшвидше вислужити ценз, необхідний для підвищення у званні та призначенні вигідніші місця служби. Флотські чини підтримували в експедиції традиційну субординацію та класові відмінності, хоча за умов полярної експедиції ці порядки неминуче слабшали. У цьому капітан Скотт підтримував традиційний британський стиль керівництва. За описом фізика Чарльза Райта, «він був самотній і всемогутній, майже як Бог; царював у своїй каюті і навіть не спускався до простих матросів. Усі розпорядження передавалися через офіцерів й очікувалося негайне їхнє виконання, навіть без додаткових питань». Плани ніколи не обговорювалися зі сторонніми.
- Віктор Кемпбелл - лейтенант ВМФ у відставці, старший помічник на "Терра Нова", став керівником так званої Північної партії на Землі Вікторії.
- Гаррі Пеннелл – лейтенант ВМФ, штурман «Терра Нова».
- Генрі Реннік - лейтенант ВМФ, головний гідролог й океанолог.
- Г. Мюррей Левік - судновий лікар у званні лейтенанта.
- Едвард Аткінсон - судновий лікар у званні лейтенанта, виконував обов'язки командира партії зимівлі з грудня 1911 року. Саме він зробив огляд знайдених останків Скотта та його супутників.

Команда переважно складалася з молодих людей. Найстаршим був 42-річний Роберт Скотт, потім 40-річний оператор Понтінг. Офіцерам і вченим було, в середньому, близько 30 років; наймолодшими були 21-річний Трюгве Гран і 24-річний Епслі Черрі-Гаррард.
- Генрі Баверс - лейтенант Королівського ВМФ Індії
- Лоуренс Оутс - капітан 6-го Інніскіллінгського драгунського полку. Фахівець з поні, увійшов до складу експедиції, внісши до її фонду 1000 фунтів.
- Едгар Еванс – квартирмейстер Королівського військово-морського флоту Великої Британії.

З іноземців у складі експедиції Скотта брали участь:
- Омельченко Антон Лукич – конюх експедиції. Скотт називає його у щоденниках просто «Антон». Пройшов із полюсною командою до середини льодовика Росса, після закінчення терміну контракту повернувся до Нової Зеландії у лютому 1912 року.
- Гірєв Димитрій Семенович - каюр (погонич собак). Скотт писав його ім'я в щоденнику як Demetri Gerof. Супроводжував експедицію Скотта до 84° пд. ш., Потім здебільшого експедиції залишався в Антарктиді і брав участь у пошуках групи Скотта.
- Трюгве Гран — каюр та спеціаліст-лижник. Включений до складу команди після візиту Скотта до Норвегії на вимогу Фрітьйофа Нансена. Попри відсутність взаєморозуміння та конфлікти з очільником експедиції, пропрацював до її закінчення[23].

Команда переважно складалася з молодих людей. Найстаршим був 42-річний Роберт Скотт, потім 40-річний оператор Понтінг. Офіцерам і вченим було, в середньому, близько 30 років; наймолодшими були 21-річний Трюгве Гран і 24-річний Епслі Черрі-Гаррард.

### Спорядження та транспорт
Спочатку Роберт Скотт розраховував залучити полярний корабель "Діскавері", спеціально побудований для його антарктичної експедиції 1901 - 1904 років; але при цьому експедиційна база повинна була розташовуватися на вивченому узбережжі моря Росса. Покинуте судно стояло в Ост-Індських доках; поруч розташовувалася і "Терра Нова". Усіма роботами з оснащення експедиції керували лейтенанти Едвард Еванс і Віктор Кемпбелл: Еванс займався ремонтом й обладнанням експедиційного судна. Кемпбелл (до його команди також увійшли Гаррі Пеннелл і Генрі Реннік, а потім Генрі Бауерс) займалися рештою спорядження, причому на його покупку, прийом і завантаження у них було всього шість тижнів. Скотт вирішив використовувати тріаду тяглових засобів: моторні сани, маньчжурських коней і їздових собак. Піонером використання поні і моторних засобів в Антарктиці був Шеклтон, який переконався в практичній малокорисності і того, й іншого. До собак Скотт ставився вкрай негативно, його щоденники сповнені скарг на складності поводження з цими тваринами. Втім, Скотт, як і в поході 1902 року, найбільше покладався на м'язову силу та силу духу людини. Мотосани досить погано зарекомендували себе на випробуваннях в Норвегія і Швейцарських Альпах: постійно ламався двигун, а власна вага продавлював сніг на глибину не менше фута. Тим не менш, Скотт вперто відкидав поради Нансена і взяв в експедицію троє моторних саней.

Зразки спорядження в експедиції
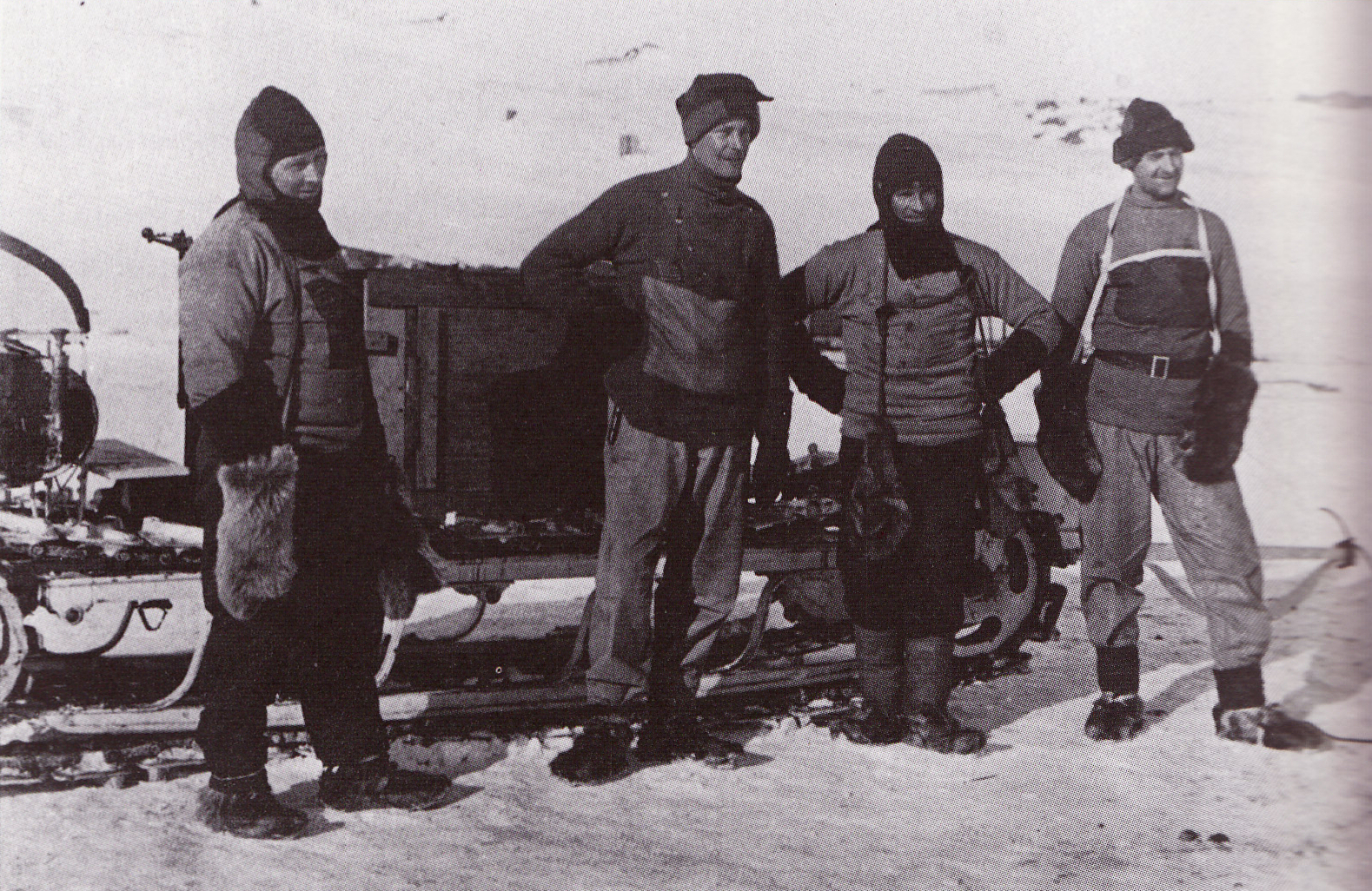
Механік Лешлі з колегами на тлі снігоходу
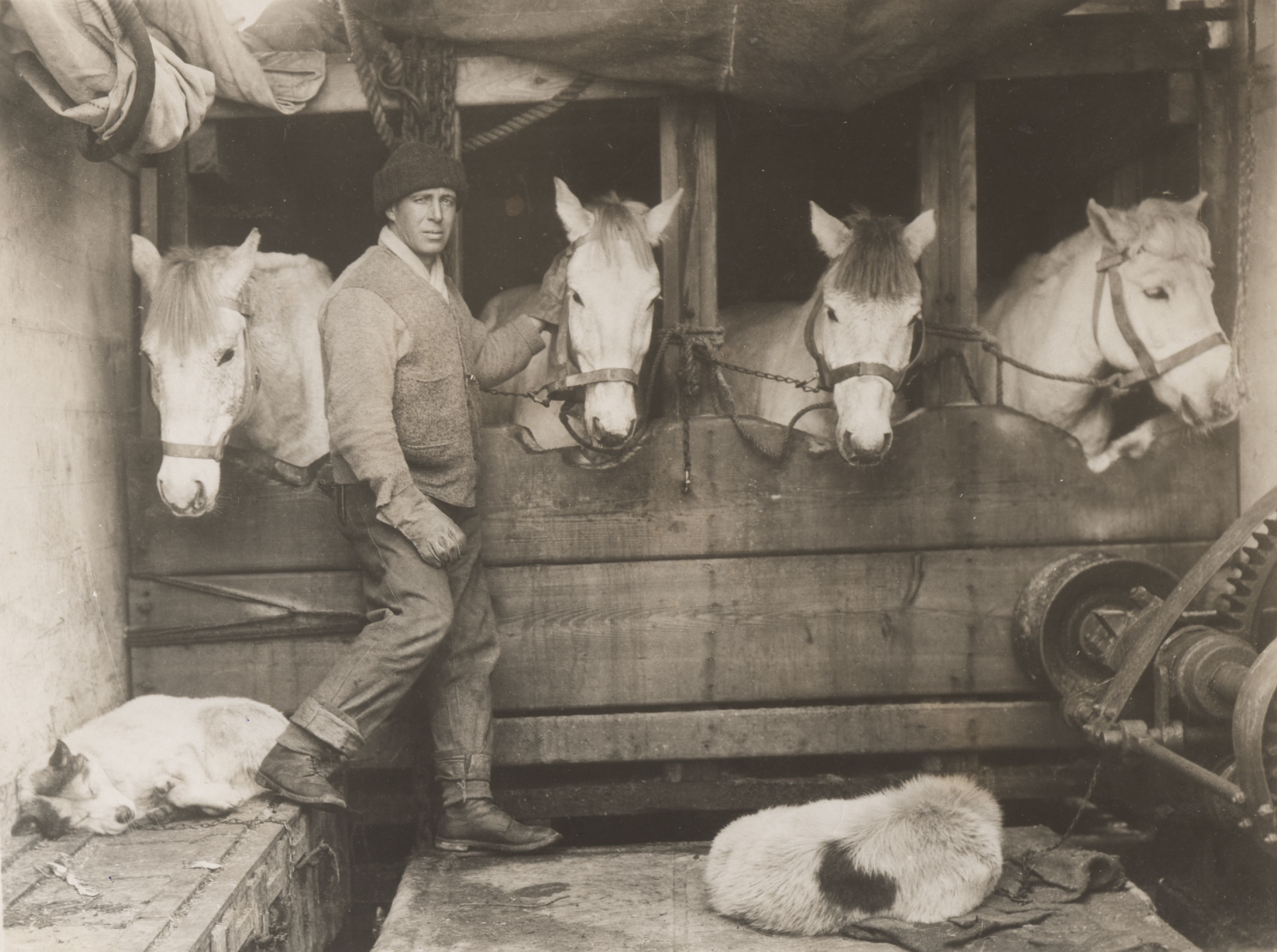
Лоренс Оутс у стайні на борту "Терра Нова"
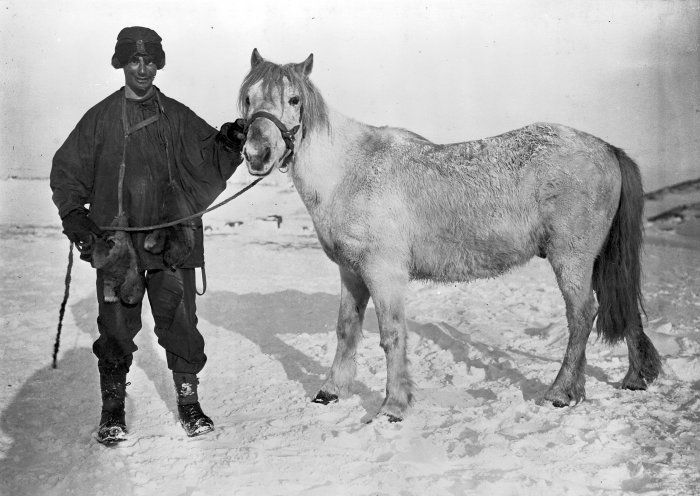
Черрі-Гаррард з поні на прізвище Майкл
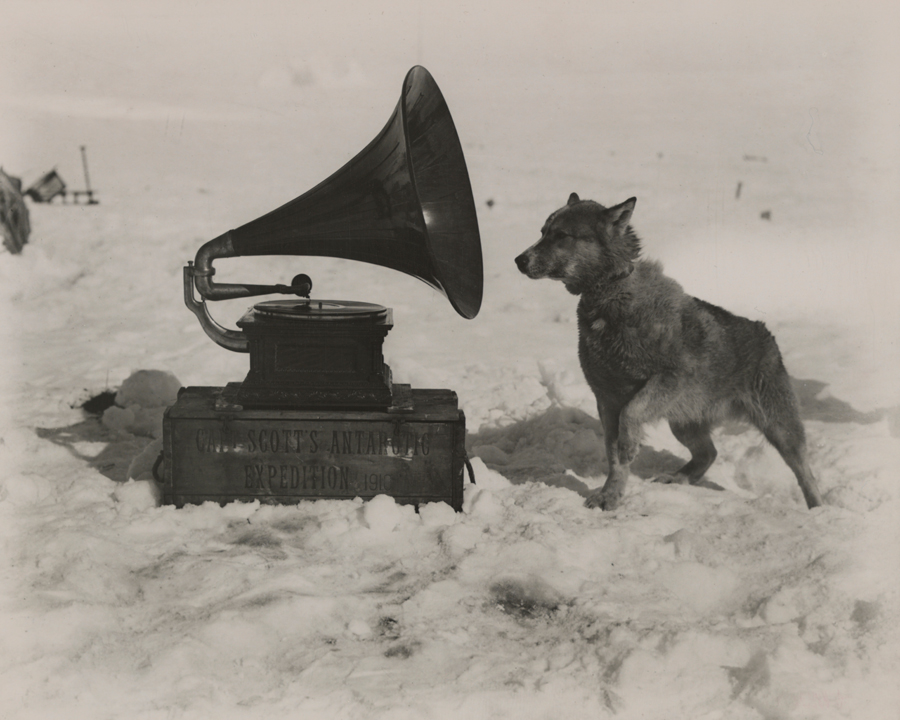
Грамофон з логотипом експедиції та їздовий собака Кріс

Істотною частиною спорядження були 19 низькорослих коней маньчжурських (члени команди називали їх «поні») білої масті, доставлених до жовтня 1910 року в Крайстчерч, Нова Зеландія. Собак було доставлено 33, разом із російськими каюрами. Конюшні та собачі будки були зведені на верхній палубі «Терра Нова». Фураж складали 45 тонн пресованого сіна, 3-4 тонни сіна для негайного вживання, 6 тонн макухи, 5 тонн висівок. Для собак було взято 5 тонн собачих сухарів, при цьому Мірз стверджував, що споживання собаками тюленини шкідливе.
Фірма British and Colonial Airplane Company запропонувала експедиції літак, проте Скотт відмовився від цього досвіду, заявивши, що сумнівається в придатності авіації в полярних дослідженнях. Для зв'язку між дослідницькими загонами в головній базі Макмердо та на Землі Едуарда VII Скотт розраховував використовувати радіотелеграфію. Вивчення цього проєкту показало, що на "Терра Нова" радіопередавачі, приймачі, радіощогли й інше обладнання просто не знайдуть собі місця через громіздкість. Тим не менш, National Telephone Company з рекламною метою надала Скотту кілька телефонних апаратів для бази Макмердо.
Основні запаси провіанту було прийнято у Новій Зеландії та з'явилися подарунками місцевих жителів. Так, було надіслано 150 заморожених овечих туш і 9 бичачих, м'ясні консерви, вершкове масло, консервовані овочі, сир та згущене молоко. Одна з ткацьких фабрик виготовила спеціальні шапки з емблемою експедиції, вручені кожному її члену разом із екземпляром Біблії. Роланд Гантфорд зазначав, що при постійному фінансовому дефіциті на експедиційному судні обладнали дорогий льодовик для баранини, «щоб везти їх у Антарктику з її незліченним поголів'ям тюленів».

## Цілі й результати
Експедиція на барці «Терра Нова» була приватною справою з державною фінансовою підтримкою під патронатом Британського Адміралтейства та Королівського географічного товариства. У науковому плані була прямим продовженням Британської антарктичної експедиції 1901—1904 років Роберта Скотта на судні «Діскавері» та Британської антарктичної експедиції 1907—1909 років Ернеста Шеклтона на судні «Німрод». Головною метою експедиції були наукові дослідження Землі Вікторії, а також західних відрогів Трансантарктичного хребта та Землі Едуарда VII. Успіх Шеклтона у 1908 році (він не дійшов до Південного полюса 180 км):100—101 і заяви Кука і Пірі про підкорення ними Північного полюса поставили перед Скоттом головно політичне завдання — забезпечення першості Великої Британії у підкорені Південного полюса.

### План експедиції
План експедиції, оприлюднений Скоттом 13 вересня 1909 року, передбачав роботу в три сезони з двома зимівлями:
1-й сезон. Грудень 1910 — квітень 1911 років

Заснування бази для зимівлі і наукових досліджень на острові Росса в протоці Мак-Мердо. Відправлення автономної дослідницької групи до Землі Едуарда VII чи, залежно від погодних умов і льодової обстановки, до Землі Вікторії. Геологічні дослідження в гірських відрогах поблизу бази. Основна частина команди бере участь в закладці складів для експедиції наступної антарктичної весни.
2-й сезон. Жовтень 1911 — квітень 1912 років

Головне завдання другого сезону — експедиція до Південного полюса по маршруту Шеклтона. У його підготовці бере участь весь персонал, безпосередньо в поході 12 чоловік, з них четверо досягають полюса і повертаються назад, використовуючи проміжні склади. Допоміжним завданням були комплексні кліматичні, гляціологічні, геологічні та географічні дослідження.
3-й сезон. Жовтень 1912 — січень 1913 років

Завершення наукових досліджень, розпочатих раніше. У разі невдалого походу до полюса в попередній сезон — повторна спроба його досягнення за старим планом. В інтерв'ю газеті «Дейлі мейл» Р. Скотт заявив: «якщо ми не досягнемо мети при першій спробі, то повернемося на базу і повторимо її наступного року. … Словом, не підемо звідти, поки не доб'ємося свого»:164.

### Основні результати
У науковому відношенні експедиція провела велику кількість метеорологічних і гляціологічних спостережень, зібрала безліч геологічних зразків з льодовикових морен і відрогів Трансантарктичних гір. Команда Роберта Скотта випробувала різноманітні види транспорту, зокрема моторні сани в полярних умовах, а також повітряні кулі-зонди для досліджень атмосфери. Наукові дослідження очолювалися Едвардом Адріаном Вілсоном (1872—1912). Він продовжив дослідження пінгвінів на мисі Крозе, а також виконав програму геологічних, магнітних і метеорологічних досліджень :397. Зокрема, метеорологічні спостереження, зроблені експедицією Скотта, при порівнянні з даними Шеклтона і Амундсена дозволили зробити висновок про наявність біля Південного полюса в літній період антарктичного антициклону.
Політичне завдання експедиції безпосередньо не було виконане. Особливо жорстко її критикували норвежці, зокрема, брат Руаля Амундсена — Леон писав в 1913 році:

«… Експедиція (Скотта) організовувалася способами, які не викликають довіри. Мені здається … всі повинні радіти, що ти вже побував на Південному полюсі. Інакше … миттєво зібрали б нову британську експедицію для досягнення тієї ж мети, швидше за все нітрохи не змінивши методику походу. В результаті катастрофа слідувала б за катастрофою, як це було у випадку з Північно-Західним проходом» :203.

Тим не менш, загибель Скотта та першість Амундсена внесли багато проблем в британо-норвезькі відносини, а трагедія Скотта в політичному сенсі стала символом героїзму істинного джентльмена і представника Британської імперії. Аналогічну роль громадська думка підготувала і Едварду Вілсону, який незважаючи ні на що тягнув із льодовика Бірдмора 14 кг скам'янілостей.
Присутність полярних експедицій, а в другій половині ХХ століття — і стаціонарних баз Британії та суб'єктів Британської співдружності (Австралії, Нової Зеландії) в цьому секторі Антарктики стала постійною.

## Після експедиції

### 1912 рік
7 березня 1912 року лондонська газета "Daily Chronicle" опублікувала перше повідомлення про успіх Амундсена. Ця звістка викликала подив у Британії, пішли чутки про успіх Скотта. Кетлін Скотт того дня записала у свій щоденник:

Сьогодні всюди шум і гам. Звідусіль сиплються телеграми: «Амундсен прибув Гобарт, повідомляє досягнення полюса Скоттом». Дяка Богу, я їм не повірила. І коли плакати кричали: «Скотт на Південному полюсі — блискуча перемога», — я була впевнена, що тут якась помилка.

Перша достовірна інформація про проміжні результати експедиції «Терра Нова» з'явилася 1 квітня, коли з Нової Зеландії передали телеграфом щоденники Скотта річної давнини.
У вересні 1912 року побачив світ роман англійського політика А. Месона «Штурвал», прототипом головного героя у якому був Роберт Скотт. Протагоніст починає з політичної кар'єри, але згодом відмовляється від крісла в Парламенті задля досягнення Південного полюса. Цікаво, що героя роману не вдається досягти полюса, хоча автор не припускав трагічного кінця головного героя. У передмові особливо обговорювалося, що «роман розпочато 1909 року».Кінооператор Герберт Понтінг повернувся до Британії у листопаді 1912 року з масою фотографій та кількома фільмами про експедицію. В інтерв'ю він спростував чутки, що на крайньому Півдні Землі мали місце полярні перегони, і заявив, що підкорення Південного полюса було лише частиною програми Скотта. Він додав:

Серед віншувань, які надходять на адресу капітана Амундсена, найсердечнішим буде те, що він отримає від капітана Скотта. Бо саме Скотт більше, ніж будь-хто інший, здатний зрозуміти, що означає досягти успіху в подібному заході..

### Після загибелі Скотта
Увечері 10 лютого 1913 року в Лондоні стало відомо, що Терра Нова повернулася на місяць раніше обумовлених термінів у зв'язку з серйозним лихом. Тоді ж було опубліковано «Проголошення до громадськості» самого Скотта, написане ним перед смертю. Там аналізувалися причини провалу експедиції, причому особливо обумовлювалися важкі погодні умови. Завершувалося послання так:

Якби ми залишилися живими, то яку б я розповів повість про твердість, витривалість і відвагу наших товаришів! Мої нерівні рядки і наші мертві тіла повинні розповісти цю повість, але, звичайно ж, наша велика і багата країна подбає про те, щоб наші близькі були добре забезпечені.

Прем'єр-міністр Герберт Асквіт запевнив Палату громад, що заклик Скотта буде почутий. Перший лорд Адміралтейства Вінстон Черчилль заявив, що вдова Скотта отримає ту ж пенсію, яка належала, якби її чоловік загинув на дійсній службі і став кавалером ордена Лазні. Те саме стосувалося вдови Едгара Еванса.
Центральні англійські газети започаткували фонди імені Скотта. Першою була газета "Daily Chronicle", чий власник вніс у фонд 2000 фунтів. Газети Австралії заснували «шилінгові фонди» для надання допомоги утриманцям загиблих. У Лондоні 15 лютого 1913 року оголосили жалобу, причому король Георг V брав участь у панахиді як простий військовослужбовець, без належних королівських почестей. Кетлін Скотт отримала звістку про загибель чоловіка лише 19 лютого, перебуваючи на півдорозі між Таїті та Новою Зеландією, куди прямувала зустрічати експедицію.
Голова Королівського географічного товариства лорд Джордж Керзон заявив 15 лютого, що борг експедиції Скотта становив на той момент 30 тис. фунтів. Того ж дня фонди Скотта були злиті в єдиний фонд, і необхідну суму було зібрано за три дні. До 8 липня фонд зібрав 75 тисяч фунтів. Після погашення боргів та виплати пенсій 17 500 фунтів було виділено на публікацію наукових результатів експедиції; полку, де служив Отс, було надано субсидію для встановлення йому пам'ятника. Сума, що залишилася, у 18 000 фунтів стерлінгів була поділена на три частини: на спорудження пам'ятника загиблим, на встановлення меморіальної дошки в соборі Святого Павла в Лондоні і на заснування фонду для фінансування полярних експедицій. Фонд був ліквідований 1926 року, всі його кошти були використані за призначенням.

### Нагороди. Увічнення пам'яті

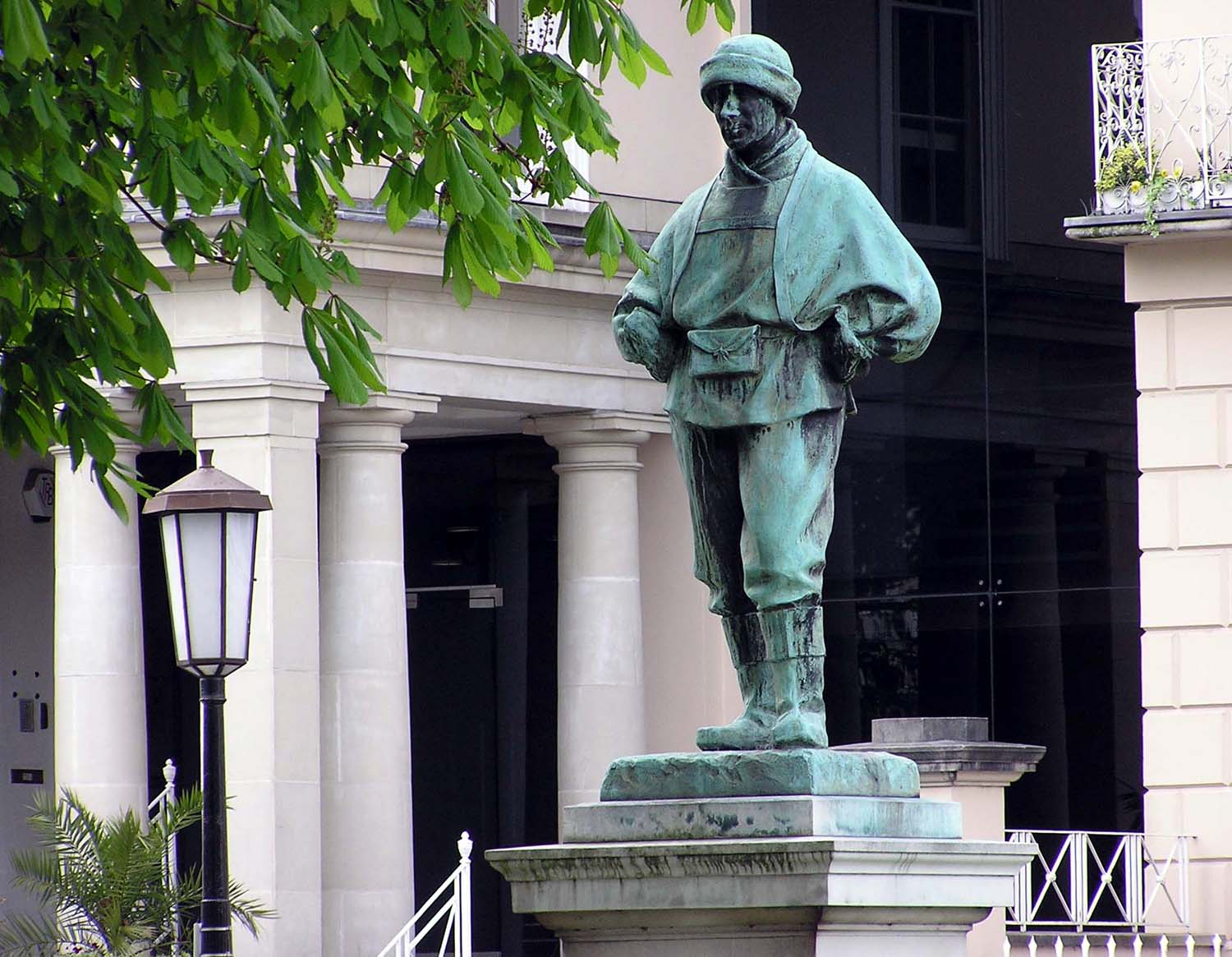
Пам'ятник Е. Вілсону в Челтнемі.

Звіт про полярну трагедію прочитав в Королівському Альберт-голі 21 травня 1913 року капітан 2-го рангу Еванс. На доповіді було близько 10 тис. осіб. 26 травня всі учасники експедиції отримали запрошення до Букінгемського палацу, де їх нагородили полярними медалями Королівського географічного товариства та короля, а Крін і Лешлі - вшановані медаллю Альберта за порятунок капітана Еванса. Офіцери та матроси отримали грошову премію.
Пам'ятник Скотту, споруджений на кошти Фонду його імені, відкрили 1925 року в Девонпорті. Мармуровий пам'ятник роботи Кетлін Скотт споруджений в Крайстчерче (Нова Зеландія), ще один поставлений в Порт-Чалмерсе, звідки Скотт відбув у свою останню експедицію. Пам'ятники Скотту споруджені в Кейптауні та Портсмуті (останній - також роботи К. Скотт). Кетлін Скотт була й автором пам'ятника шефу наукової групи - Едварду Вілсону в Челтнемі, відкритого 1914 року. З ініціативи французького полярника Жана-Батиста Шарко в Швейцарських Альпах, де випробовувалися моторні сани Скотта, був споруджений меморіальний гурій, що відтворює могилу Скотта на шельфовому льодовику Росса. Обеліск встановлений і в Норвегії - біля підніжжя льодовика Гардангер. 1920 року на кошти Фонду Скотта заснований, а 1926 року відкритий Інститут полярних досліджень Скотта (Кембридж). На церемонію його відкриття запросили 26 ветеранів-полярників, з яких 9 осіб представляли експедицію Скотта та 5 — Шеклтона. Із закордонних дослідників отримали запрошення Фрітьйоф Нансен (який не зміг бути присутнім через загальний страйк), Жан Шарко, Еріх фон Дригальські, Адрієн де Жерлаш, Отто Норденшельд, Кнуд Расмуссен. Руаль Амундсен демонстративно не був запрошений - британське товариство географів і вчених так і не змогло його пробачити.
Герберт Понтінг витратив багато часу на монтаж документальних фільмів про експедицію Скотта, зі знятих ним у 1910—1912 роках матеріалів. Він прагнув здобути визнання з боку держави, і 1929 року три його фільми були офіційно придбані державою. Герцог Йоркський офіційно помістив фільми до зборів нещодавно відкритого Британського імперського інституту кінематографії. 1933 року Понтінг випустив звукову версію "Ninety Degrees South". Однак його фільми не мали комерційного успіху, оскільки фіксували антарктичні пейзажі та тварин, але кадрів із учасниками експедиції було відносно небагато. Альбом фотографій Понтінга «Величний білий Південь» до його смерті 1935 року перевидавався 11 разів.
1948 року вийшов художній біографічний фільм «Скотт з Антарктики», в якому Роберта Скотта зіграв Джон Мілл. Знімання проходили у Швейцарії та Норвегії, фінансували постановку уряд Фолклендських островів і міністерство колоній, оскільки було вирішено, що Велика Британія потребує пропагандистського ресурсу напередодні розділу Антарктики.

### Книги
Витяги із щоденників Скотта за перший рік експедиції публікувалися відразу після їх отримання 1912 року різними періодичними виданнями. Після загибелі начальника експедиції його щоденники, які він вів до останнього дня, а також витримки з особистих листів і допоміжні документи інших членів експедиції вийшли друком у двох томах 1913 року "Scott's Last Expedition" ("Остання експедиція Скотта"). Роланд Гантфорд зазначав, що «світ побачив історію переважно очима Скотта». З тексту щоденників під час підготовки їх до друку було видалено понад 70 епізодів, які «заважають створенню ідеального образу». Видалили випади проти Шеклтона й Амундсена, опис приниження Т. Грана, критика своїх супутників. Видання рясно проілюстровано фотографіями всіх членів експедиції й акварелями Вілсона. Вартість двотомника становила 3 гінеї, і тираж у 1500 екземплярів розійшовся дуже швидко, але більше не перевидавався.
1913 року колишній помічник Вілсона Епслі Черрі-Гаррард взявся за написання офіційного звіту про експедицію, але через початок Першої світової війни робота перервалася. 1922 року Черрі-Гаррард випустив мемуари про експедицію «Найжахливіша подорож на світі», які витримали лише у Великій Британії 17 видань, і за популярністю перевершили всі інші матеріали про цю експедицію. Чималу роль у цьому відіграла мова розповіді та допомога Джорджа Бернарда Шоу, проте книга викликала роздратування Кетлін Скотт через критику її покійного чоловіка. За оцінкою Макса Джонса, щоденники Скотта, книга Черрі-Гаррарда та фотографії Понтінга були «справжніми витворами мистецтва.
1915 року випустив свою книгу «Антарктична одіссея» Р. Прістлі - геолог загону Кемпбелла, яка досі служить головним джерелом відомостей про роботу Північного загону експедиції Скотта. Наукову діяльність експедиції було відбито у книзі Р. Тейлора «Зі Скоттом — світла сторона», яка описувала географічні походи першого сезону експедиції. Популярну книгу «Пінгвіни Антарктики» опублікував доктор Левік — також учасник загону Кемпбелла. Щоденники Е. Вілсона частково були опубліковані тільки 1982 року ("South Pole Odissey").